# Ópera (película, 2007)
Ópera es una película mexicana del 2007, la primera del realizador Juan Patricio Riveroll.

## Sinopsis
La película narra la historia de Marina (Marina Magro), una estudiante universitaria de 21 años que conoce a Pablo (Arturo Ríos), un hombre casado de 50 años. Se conocen en Ciudad de México, donde Pablo está de visita.
Después de que hayan pasado una noche juntos, Pablo la invita a pasar el fin de semana con él, ya que se encuentra en un viaje de trabajo por México, en donde escribe una guía turística del país. En un esfuerzo por liberarse de ese mundo familiar tan castrante en el que ha crecido, Marina accede a acompañarlo, aun sabiendo que desobedecerá rotundamente a su madre.

## Producción y postproducción
Juan Patricio Riveroll dirigió la película y escribió el guion. La fotografía estuvo a cargo de Jorge Senyal, la música de Carusso, el sonido de Enrique Escamilla, el diseño de producción a cargo de Anna Couchonnal, la edición de Alejandro Molina, Roberto Garza, y la producción inicial fue aportada por la escuela de cine privada Arte 7, de Alejandro Molina y Roberto Garza Angulo.
La película se filmó durante la última semana de abril y la primera de mayo de 2005, mientras que la postproducción fue más larga por falta de dinero. La inversión faltante se consiguió por medio de la productora independiente Mantarraya Producciones, de Jaime Romandía, y del fondo gubernamental administrado por IMCINE (Instituto Mexicano de Cinematografía) para películas de autor, el Foprocine. Una vez editada, la película no fue aceptada en ningún festival porque la corrección de color era deficiente y el sonido no era ideal. Finalmente, se estrenó en el Festival Internacional de Cine de Guadalajara de 2007.

## Elección de elenco
Arturo Ríos era un actor que, a través de una amiga, fue presentado a Riveroll. Marina, novia de Riveroll, fue considerada la mejor opción para la protagonista. Martín LaSalle fue profesor de Riveroll y ya había protagonizado Pickpocket de Robert Bresson (1959) y Segundo siglo (1999). Daniela Schmidt y Magdalena Flores habían participado, respectivamente, en Sobreviviente de Jesús Magaña, y en  Japón de Carlos Reygadas, películas por las que Riveroll quería que volvieran a la pantalla grande.

## Reparto
| Actriz/Actor     | Personaje |
| ---------------- | --------- |
| Arturo Ríos      | Pablo     |
| Marina Magro     | Marina    |
| Martín LaSalle   |           |
| Daniela Schmidt  | Daniela   |
| Magdalena Flores |           |

## Estreno
| País    | Fecha                    | Festival/Otros                  |
| ------- | ------------------------ | ------------------------------- |
| México  | 23 de marzo de 2007      | Festival de Cine de Guadalajara |
| Hungría | 3 de abril de 2008       | Festival Filmpresence           |
| México  | 19 de septiembre de 2008 | Oficial                         |

## Premios

### Festival de Cine deEl Cairo
| Año  | Resultado | Premio                                                   | Categoría/Destinatario(s)                                        |
| ---- | --------- | -------------------------------------------------------- | ---------------------------------------------------------------- |
| 2007 | Ganadora  | Mejor Actriz                                             | Competición Internacional - Largometrajes Marina Magro           |
| 2007 | Ganador   | Premio FIPRESCI                                          | Competición Internacional - Largometrajes Juan Patricio Riveroll |
| 2007 | Ganador   | Premio Naguib Mahfouz por Primer o Segundo Mejor Trabajo | Competición Internacional - Largometrajes Juan Patricio Riveroll |